# Clàssica Comunitat Valenciana
De Clàssica Comunitat Valenciana (voluit Clàssica Comunitat Valenciana 1969 - Gran Premio Valencia) is een jaarlijkse eendaagse wielerwedstrijd die in de Spaanse autonome gemeenschap Valencia wordt verreden. Van 1981-2005 werd de koers gehouden onder de naam Trofeo Luis Puig.

## Algemeen
De wedstrijd werd voor het eerst in 1969 georganiseerd onder de naam Gran Premio de Valencia. In 1981 werd de naam van de koers gewijzigd in Trofeo Luis Puig, ter ere van Luis Puig, de voorzitter van de Internationale Wielerunie (UCI) van 1981 tot 1990. In 2005 werd de laatste editie onder deze naam verreden en maakte de koers (als een 1.1 wedstrijd) deel uit van de eerste editie van de UCI Europe Tour, het Europese continentale circuit. In januari 2021 werd de opvolgende koers onder de huidige naam georganiseerd, en werd daarbij opgenomen op de Europe Tour-kalender van dit jaar als een 1.2 wedstrijd.

## Winnaars
| #                                                         | Jaar                    | Datum                   | Start - Finish          | Km                      | Winnaar                 |
| Gran Premio de Valencia                                   | Gran Premio de Valencia | Gran Premio de Valencia | Gran Premio de Valencia | Gran Premio de Valencia | Gran Premio de Valencia |
| --------------------------------------------------------- | ----------------------- | ----------------------- | ----------------------- | ----------------------- | ----------------------- |
| 01                                                        | 1969                    |                         | Valencia - Valencia     |                         | Carlos Echeverría       |
| 02                                                        | 1970                    |                         | Valencia - Valencia     |                         | Ramón Sáez              |
| 03                                                        | 1971                    |                         | Valencia - Valencia     |                         | Frans Verhaegen         |
| 04                                                        | 1972                    |                         | Valencia - Valencia     |                         | Eric Leman              |
| 05                                                        | 1973                    |                         | Valencia - Valencia     |                         | Gustaaf Van Roosbroeck  |
| 06                                                        | 1974                    |                         | Valencia - Valencia     |                         | Eddy Peelman            |
| 07                                                        | 1975                    |                         | Valencia - Valencia     |                         | Eddy Peelman            |
| 08                                                        | 1976                    | 28-02                   | Benicasim - Benicasim   | 192                     | Tomás Nistal            |
| 09                                                        | 1977                    | 27-02                   | Cullera - Cullera       | 165                     | Domingo Perurena        |
| 10                                                        | 1978                    | 26-02                   | Valencia - Canals       | 186                     | Javier Elorriaga        |
| 11                                                        | 1979                    | 25-02                   | Cocentaina - Cocentaina | 184                     | Antoine Gutiérrez       |
| Trofeo Luis Puig                                          |                         |                         |                         |                         |                         |
| 12                                                        | 1981                    | 01-03                   | Valencia - Valencia     |                         | Noël Dejonckheere       |
| 13                                                        | 1982                    | 28-02                   | Benifaió - Benifaió     | 177                     | Reimund Dietzen         |
| 14                                                        | 1983                    | 20-02                   | Burjasot - Burjasot     | 179                     | Noël Dejonckheere       |
| 15                                                        | 1984                    | 18-02                   | Torrente - Torrente     | 176                     | Noël Dejonckheere       |
| 16                                                        | 1985                    | 17-02                   | Elda - Elda             | 185                     | Enrique Aja             |
| 17                                                        | 1986                    | 16-02                   | Dénia - Dénia           | 175                     | Bernard Hinault         |
| 18                                                        | 1987                    | 15-02                   | Benidorm - Benidorm     | 164                     | Pello Ruiz Cabestany    |
| 19                                                        | 1988                    | 14-02                   | Benidorm - Benidorm     | 160                     | Acácio da Silva         |
| 20                                                        | 1989                    | 19-02                   | Cullera - Cullera       | 162                     | Mathieu Hermans         |
| 21                                                        | 1990                    | 18-02                   | Valencia - Benidorm     | 178                     | Tom Cordes              |
| 22                                                        | 1991                    | 17-02                   | Valencia - Benidorm     | 178                     | Andreas Kappes          |
| 23                                                        | 1992                    | 16-02                   | Valencia - Benidorm     | 196                     | Sean Kelly              |
| 24                                                        | 1993                    | 21-02                   | Benidorm - Valencia     | 212                     | Laurent Jalabert        |
| 25                                                        | 1994                    | 20-02                   | Valencia - Benidorm     | 202                     | Adriano Baffi           |
| 26                                                        | 1995                    | 19-02                   | Benidorm - Valencia     | 186                     | Mario Cipollini         |
| 27                                                        | 1996                    | 25-02                   | Valencia - Benidorm     | 201                     | Peter Van Petegem       |
| 28                                                        | 1997                    | 23-02                   | Benidorm - Valencia     | 186                     | Erik Zabel              |
| 29                                                        | 1998                    | 22-02                   | Valencia - Benidorm     | 189                     | Andrei Tchmil           |
| 30                                                        | 1999                    | 21-02                   | Benidorm - Valencia     | 186                     | Mario Cipollini         |
| 31                                                        | 2000                    | 20-02                   | Valencia - Benidorm     | 182                     | Erik Zabel              |
| 32                                                        | 2001                    | 25-02                   | Benidorm - Valencia     | 186                     | Erik Zabel              |
| 33                                                        | 2002                    | 24-02                   | Valencia - Benidorm     | 180                     | Sergej Ivanov           |
| 34                                                        | 2003                    | 23-02                   | Benidorm - Valencia     | 172                     | Alessandro Petacchi     |
| 35                                                        | 2004                    | 22-02                   | Valencia - Benidorm     | 185                     | Óscar Freire            |
| 36                                                        | 2005                    | 19-02                   | Benidorm - Valencia     | 174                     | Alessandro Petacchi     |
| Clàssica Comunitat Valenciana 1969 - Gran Premio Valencia |                         |                         |                         |                         |                         |
| 37                                                        | 2021                    | 24-01                   | La Nucia - Benidorm     | 150                     | Lorrenzo Manzin         |
| 38                                                        | 2022                    | 23-01                   | La Nucia - Valencia     | 175                     | Giovanni Lonardi        |
| 39                                                        | 2023                    | 22-01                   | Valencia - La Nucia     | 190                     | Arnaud De Lie           |
| 40                                                        | 2024                    | 20-01                   | La Nucia - Valencia     | 200                     | Dylan Groenewegen       |
| 41                                                        | 2025                    | 26-01                   | Valencia - La Nucia     | 184                     | Marc Hirschi            |

### Meervoudige winnaars
| Zeges | Renner              | Jaren            |
| ----- | ------------------- | ---------------- |
| 3     | Noël Dejonckheere   | 1981, 1983, 1984 |
| 3     | Erik Zabel          | 1997, 2000, 2001 |
| 2     | Eddy Peelman        | 1974, 1975       |
| 2     | Mario Cipollini     | 1995, 1999       |
| 2     | Alessandro Petacchi | 2003, 2005       |

### Per land
| Zeges | Land                                    |
| ----- | --------------------------------------- |
| 11    | België                                  |
| 8     | Spanje                                  |
| 6     | Italië                                  |
| 5     | Duitsland                               |
| 4     | Frankrijk                               |
| 3     | Nederland                               |
| 1     | Ierland, Portugal, Rusland, Zwitserland |